# Anna Führing
Ne doit pas être confondu avec Anna Lühring.
Anna Führing, née le 6 mars 1866 à Hambourg dans la Confédération germanique, est une actrice allemande du cinéma muet. Elle meurt le 2 novembre 1929 à Berlin. Elle est aussi connue pour avoir été le modèle pour un timbre de la Reichspost.

## Filmographie
La filmographie d'Anna Führing, comprend les films suivants,: 
- 1928 : Ossi hat die Hosen
- 1927 : Eine kleine Freundin braucht ein jeder Mann
- 1924 : La belle aventure (en) (titre original : Das schöne Abenteuer)
- 1918 : Gänseliesel
- 1916 : Nacht und Morgen
- 1915 : Hausdame aus bester Familie gesuch
- 1915 : Ein Held des Unterseebootes

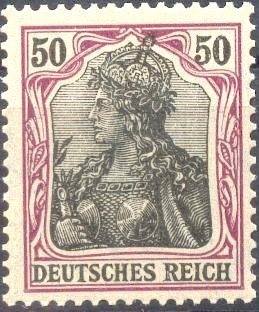
Anna Führing sur le timbre de la Reichspost.

## Source de la traduction
- (en) Cet article est partiellement ou en totalité issu de l’article de Wikipédia en anglais intitulé « Anna Führing » (voir la liste des auteurs).